# Aptenoperissus
Aptenoperissidae
Famille
Genre
Espèces de rang inférieur
- † Aptenoperissus burmanicus (espèce type)[1], 2017
- † Aptenoperissus amabilis Zhang et Rasnitsyn[2], 2018
- † Aptenoperissus delicatus Zhang et Rasnitsyn[2], 2018
- † Aptenoperissus etius Rasnitsyn et Öhm-Kühnle[3], 2018
- † Aptenoperissus formosus Zhang et Rasnitsyn[2], 2018
- † Aptenoperissus magnifemoris Rasnitsyn et Öhm-Kühnle[3], 2018
- † Aptenoperissus pusillus Rasnitsyn et Öhm-Kühnle[3], 2018
- † Aptenoperissus zonalis Zhang et Rasnitsyn[4], 2018

Aptenoperissus est un genre fossile d'insectes hyménoptères du sous-ordre des apocrites, placé dans la famille monotypique des Aptenoperissidae.
Ses fossiles ne sont connus que dans l'ambre de Birmanie (Myanmar) ; ils sont datés du Cénomanien (base du Crétacé supérieur), soit il y a environ entre 100,5 et 93,9 millions d'années.

## Historique
L'espèce type Aptenoperissus burmanicus a d'abord été mentionnée en ligne en 2016 par un groupe de chercheurs de l'université d'État de l'Oregon, comme ressemblant à un mélange entre une guêpe sans ailes, une fourmi et une sauterelle.
L'espèce a été décrite en 2017 par Rasnitsyn, Poinar et Brown qui ont créé une nouvelle famille d'apocrites pour l'héberger : les Aptenoperissidae.
Dès 2018, sept autres espèces ont été découvertes et décrites,,.

## Liste des espèces
- † Aptenoperissus burmanicus (espèce type)[1], 2017
- † Aptenoperissus amabilis Zhang et Rasnitsyn[2], 2018
- † Aptenoperissus delicatus Zhang et Rasnitsyn[2], 2018
- † Aptenoperissus etius Rasnitsyn et Öhm-Kühnle[3], 2018
- † Aptenoperissus formosus Zhang et Rasnitsyn[2], 2018
- † Aptenoperissus magnifemoris Rasnitsyn et Öhm-Kühnle[3], 2018
- † Aptenoperissus pusillus Rasnitsyn et Öhm-Kühnle[3], 2018
- † Aptenoperissus zonalis Zhang et Rasnitsyn[4], 2018

## Description
Le corps d'Aptenoperissus mesure environ 2,5 à 3 millimètres, l'animal possède un dard bien développé pour se défendre contre ses prédateurs et pour piquer les vers dont il se nourrissait. Tous les tibias portent une paire d'éperons et les fémurs postérieurs sont très longs et puissants, lui permettant de sauter bien plus haut que les autres insectes avec lesquels il vivait. Le genre présente un fort dimorphisme sexuel.

## Paléobiologie
Le genre Aptenoperissus montre une grande diversité de ces espèces de guêpes à caractéristiques surprenantes, ce qui pourrait indiquer qu'elles vivaient dans un environnement insulaire, comme semble le montrer également les autres animaux de ce biome. Sa morphologie parait indiquer un comportement parasitoïde.
Il cohabitait avec d'autres espèces d'hyménoptères, plus petites et ailées, comme Melittosphex burmensis et
Myanmymar aresconoides.